# ۷ شوال
۷ شوال، هفتمین روز از ماه شوال در تقویم هجری قمری است.
در تقویم هجری قمری قراردادی این روز دویست و هفتاد و سومین روز سال است.

## وقایع
۳ (قمری) - غزوه احد

## درگذشتگان
۳ (قمری) - حمزه عموی محمد، پیامبر اسلام ، در جنگ اُحُد
۳ (قمری) - عبدالله بن جحش صحابه و  پسرعمه محمد، پیامبر اسلام ، در جنگ اُحُد